# Повстання Болотникова

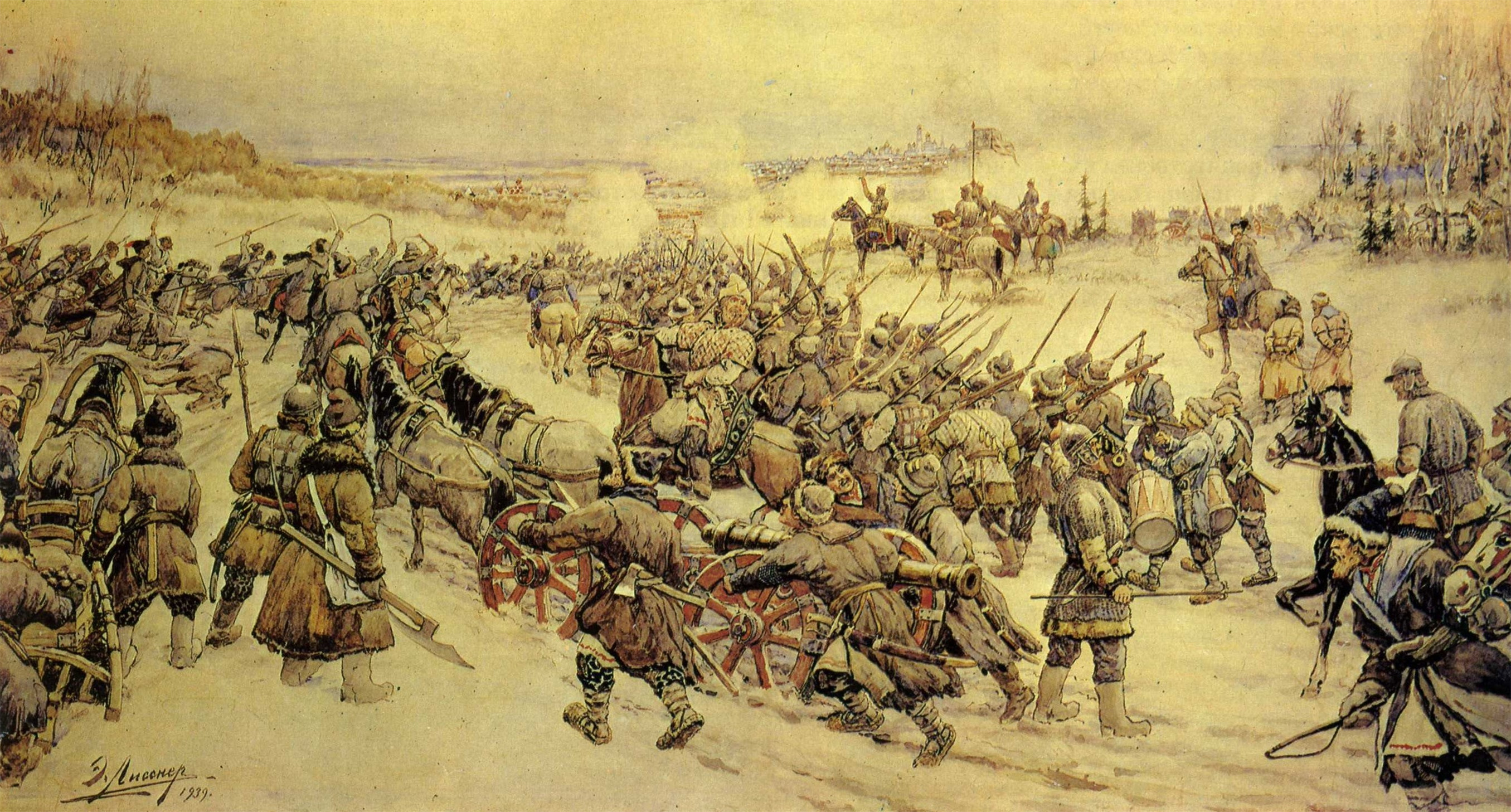
Бій війська Болотникова з царським військом

Повста́ння Боло́тникова — селянський рух 1606—1607 років в південних районах Московського царства під керівництвом Івана Болотникова; у радянській історіографії повстання розглядалося як селянська війна.

## Передумови
До кінця XVI століття в Московському царстві формується кріпацтво. Викликане посиленням феодального гніту незадоволеність селян знайшла вираз у виступах монастирських селян в кінці XVI століття, масових втечах в південні райони в період голоду 1601—1603 років. У 1603 році відбулося велике повстання холопів і селян під командуванням Хлопка Косолапа.

## Причини виступу
Закріпачення селян, введення Федором I Блаженним «урочних років», політична нестабільність, голод, посилення кріпосної залежності селян і те, що Лжедмитрій І одружувався з польською принцесою.

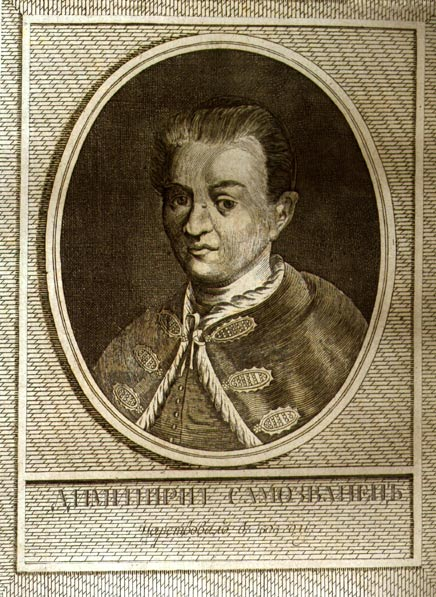
Лжедмитрій I

## Склад учасників
Селяни, загони бояр, дворян, стрільці, козаки, дрібний люд, дрібні посадовці, холопи, яких очолював Іван Болотников.

## Причини поразки
- Неоднорідний склад учасників;
- неорганізованість;
- згуртованість дворян навколо Шуйського.

## Перебіг повстання
Після смерті Лжедмитрія І по Москві поповзли чутки, що в палаці вбили не Дмитра, а когось іншого. Ці чутки зробили положення Василя Шуйського дуже нестійким. Незадоволених боярським царем було дуже багато, і вони вхопилися за ім'я Дмитра. Одні — тому, що щиро вірили в його порятунок; інші — тому, що тільки це ім'я могло додати боротьбі з Шуйським «законний» характер.
В середині 1606 року в південних районах до виступів селян починають примикати стрільці і козаки, рідше дрібний люд.
Центром повстання став Путивль, воєвода якого князь Григорій Шаховськой активно допомагав в організації війська. Деякі історики князя Шаховського і М. Молчанова називають організаторами повстання.
Болотников організував власну армію в південних районах Московського царства, під Москвою, Калугою, Тулою. Після загибелі Лжедмитрія I в 1606 він почав бойові дії проти уряду Василя Шуйського, іменуючись «воєводою царевича Дмитра» (який, як затверджував Болотников, залишився живий і повинен скоро з'явитися особисто). Його активно підтримували, зокрема, кріпосні селяни.
На боротьбу з повсталими цар Шуйський вислав війська, очолювані воєводами Ю. Н. Трубецким і М. І. Воротинськім. У серпні військо Трубецького було розбите повсталими в битві під Кромами, в битві під Єльцем зазнало поразки військо Воротинського.
Під Кромами військо Болотникова було розбите військом воєводи Михайла Голого (вересень 1606). Повсталі по дорозі на Москву підійшли до Коломни. У жовтні 1606 року вони захопили Коломну, але кремль продовжував наполегливо чинити опір. Залишивши невелику частину своїх сил в Коломні, Болотников попрямував по Коломенській дорозі до Москви. У селі Троїцке Коломенського повіту йому вдалося розбити урядові війська. Військо Болотникова розташувалось в селі Коломенське під Москвою.
У жовтні 1606 військо Болотникова обложило Москву, але 2 грудня зазнало поразку і відійшло до Калуги. У травні 1607 повсталим вдалося розбити царські війська під Калугою. Протягом червня—жовтня 1607 року Болотников керував обороною Тули, обложеної військами Василя Шуйського, але 10 жовтня 1607 Тульський кремль був узятий Шуйським. При облозі царські війська перегородили дамбою річку Упу, що протікала через місто, і тим викликали в місті повінь. Ідею такого способу облоги підказав Шуйському боярин Кравков, у якого Болотников реквізував великі запаси продовольства. Повсталі намагалися висадити дамбу, але той же Кравков попередив Шуйського, і спроба не вдалася. Болотников був засланий в Каргополь, осліплений і втоплений. За легендою, Василь Шуйський пообіцяв «не пролити крові» тих повстанців, що погодяться здатися. Щоб формально дотримати свою обіцянку, він при влаштованих потім розправах використовував «безкровний» спосіб страти — через втоплення.

## Наслідки
- Найвищий підйом першої селянської (громадянської) війни в Московському царстві;
- зростання селянського руху;
- війна розхитала феодальний лад і тим самим сприяла затвердженню нових соціально-економічних відносин;
- повстання згодом призвело до посилення кріпосної залежності селян.